# تاناکا کاکوئی
تاناکا کاکوئی (به ژاپنی: 田中角栄 Tanaka Kakuei)؛ (زاده ۴ مهٔ ۱۹۱۸ – درگذشته ۱۶ دسامبر ۱۹۹۳) یک سیاست‌مدار اهل ژاپن بود.